# Лорен Мејбери
Лорен Ив Мејбери (Глазгов, 7. октобар 1987) шкотска је певачица, кантауторка, писац и новинарка. Свира перкусије и вокалисткиња је шкотског синт поп бенда Chvrches. У бенду, Лорен је коаутор и продуцент песама са Јаном Куком и Мартином Дорти, а пева као главни вокал. Такође је главна за удараљкама и клавијатуром. Њен глас је сопрано.

## Биографија
Мајбери је рођена 7. октобра 1987. године у Глазгову, а тренутно живи и ради у Лос Анђелесу. Од малих нову свирала је клавир, а од тинејџерског доба бубњеве. Похађала је Бенхурт школу у граду Бриџ оф Алан. Живела је у Гледстону, Илиноис као студент на размени. Након завршеног Правног факултета магистрирала је новинарство 2010. године. То ју је одвело у каријеру у слободном новинарству и вођењу продукције. Од 2009. до 2010. године била је сарадник британске музичке веб странице The Line of Best Fit.
Заједно са глумцем Џустином Лонгом бавила се вишеструким филантропским активностима, укључујући прикупљање средстава за сиромашне и путовањем у Никарагву и посети женске сигурне куће. The Guardian је глумца идентификовао као Мејбериног дечка. Она је тада истакла да су ове тврдње нетачне. У септембру 2018. године, часопис People писао је да се Џастим Лонг растао са Лорен, са којом се забављао од 2016. године. Током интервјуа за Rolling Stone у октобру 2018. године, Мејбери је истакла да није у вези.

## Музичка каријера
Од петнаесте до двадесет и друге године, Мејбери је свирала бубњеве у разним бендовима. Пре бенда Chvrches била је у два локална бенда, Boyfriend/Girlfriend и Blue Sky Archives. У бенду  Blue Sky Archives била је вокалисткиња, свирала бубњеве и клавијатуру. Као чланица тог бенда, обрадила је песму групе Rage Against the Machine, Killing in the Name, која је објављена као сингл.
У септембру 2011. године Илан Кук из бенда Aereogramme и The Unwinding Hours продуцирали су ЕП под називом Triple A-Side бенда Blue Sky Archives. Кук је покренуо нови пројекат заједно са пријатељем Мартином Дортијем и питао Лорен да им се прикључи као певачица на неколико демо песама. Радили су заједно седам или осам месеци у музичком студију у Глазгову. Њих троје одлучили су да оснују нови бенд након што су се сесије показале успешним. Бенд је изабрао име Chvrches, без слова „В”, како би се разликовао од цркви током претраживања на интернету.
Године 2013. бенд је потписао уговор са издавачком кућом Glassnote Records након објављивања песама Lies и The Mother We Share 2012. године. Њихов дебитански ЕП под називом Recover EP објављен је 2013. године. Дебитански албум под називом The Bones of What You Believe објављен је 20. септембра 2013. године.
Мајбери је сарађивала са уметницима као што су Маршмело, Death Cab for Cutie, Bleachers, The National и певачицом групе Paramore, Хејли Вилијамс.

## Активизам и филантропија
Мејбери је феминисткиња и оснивачица ТИЦИ, феминистичког покрета у Глазгову.  Њен континуирани рад са организацијом укључује писане прилоге за онлајн часопис и блог, а може се редовно чути у ТИЦИ подкастима. Група такође одржава догађаје уживо, прикупљајући новац за добротворне организације. The group also hold live events, raising money for charities like Glasgow Women's Aid.
У септембру 2013. године, Мејбери је написала чланак за The Guardian као одговор на женомрзачке поруке које је добијала на мрежи. Она је написала : 
„Оно што не прихватам ... је да је у реду да људи дају коментаре у распону од „помало сексистичких, али генерално безазлених“ до отворено сексуално агресивних. Да је то нешто што се једноставно догоди. Да ли је случајна сексуална објективизација жена толико уобичајена да бисмо је сви требали само усисати, преврнути и прихватити пораз? Надам се да не. Објективизација, без обзира на њен облик, није нешто са чим би неко требало да се само бави.”
Мејбери се преко своје организације бори против силоватеља у Глазгову и повезана је са другим организацијама као што су Water Aid, The Yellow Bird Project, Wild Aid и Plus 1.
Мејбери је учествовала у мисиј прикупљања новца више пута, као и овца за бескућнике ЛГБТ омладине.
Мајбери је била отворени критичар Трампове администрације и приписала је пораст глобалног активизма због тога. Осврћући се на мешовиту реакцију гомиле на Трампа у шали коју је испричала на концерту, Мејбери је рекла: „Не можеш рећи да не мислиш да је расиста. Не можеш рећи да не мислиш да је сексиста. Не можеш рећи да не мислиш да је трансфобичан и хомофобичан, јер нам је показао ко је.”
Маиберри је одлучни заговорник контроле оружја у Сједињеним Државама. Након пуцњаве у цркви у Тексасу, Мејбери је путем Твитера критиковала актуелног председника Доналда Трампа тврдећи да је „негде на скали од ироничног до одвратно лицемерног да Доналд Трамп говори о менталном здрављу у вези с овим нападом” када његова администрација није учинила ништа. Након тога Мејбери је испричала своје сећање на масакр у Данблејну у којем је убијено шеснаесторо деце и једна учитељица, пиштољима што је резултирало опсежним законима о контроли оружја у Великој Британији.

## Дискографија
са бендом Boyfriend/Girlfriend
- Kill Music EP (2007)
- Optimism EP (2008)

са бендом With Blue Sky Archives
- Blue Sky Archives EP (2010)
- Plural EP (2011)
- "Killing in the Name" (2011)
- Triple A-Side EP (2012)

са бендом Chvrches
- The Bones of What You Believe (2013)
- Every Open Eye (2015)
- Love Is Dead (2018)